# 아르테미스 2호
아르테미스 2호(Artemis 2, 공식 명칭: Artemis II)는 미국 항공우주국(NASA)이 주도하는 아르테미스 계획의 임무 중 하나다. 우주 발사 시스템(SLS)의 두 번째 발사를 이용하고 오리온 우주선의 첫 번째 유인 임무를 포함한다. 2025년 9월로 이후로 예정돼 있다. 4명의 우주 비행사가 달을 근접 비행하고 귀환하는 임무로, 1972년 아폴로 17호 이후 최초로 지구 저궤도를 벗어나는 유인 우주 비행이 된다. 또한 유인 발사로는 2006년 STS-116 이후 최초로 케네디 우주 센터의 39B 단지를 이용한다.
임무의 원래 이름은 탐사임무 2호(Exploration Mission-2, EM-2)였고 내용은 로봇을 이용한 소행성 궤도 변경 임무로 달 궤도에 옮겨진 소행성의 표본을 채취하는 것이었다. 소행성 임무가 취소되면서 달 근접 비행으로 변경됐고 아르테미스 계획 도입으로 이름도 변경됐다.

## 역사
2017년 계획된 탐사임무 2호 계획은 탐사용 상단 로켓, 달 탐사용 블록 1 오리온 우주선, 50.7톤의 탑재체가 실린 우주 발사 시스템(SLS) 블록 1B의 단일 발사 임무였다. 내용은 소행성 궤도 변경 임무로 달 궤도에 옮겨진 소행성과 랑데부해 우주 유영으로 표본을 채취하는 것이었다. 2017년 4월 소행성 궤도 변경이 취소된 후 4명의 우주 비행사를 달 주위 자유귀환궤도로 보내는 임무가 제안됐다. 2017년에 나온 또 다른 제안은 4명의 비행사가 오리온 우주선으로 달 궤도에 심우주 관문의 첫 부품을 운송하는 8~21일간의 비행이었다. 2018년 3월 관문의 첫 번째 모듈은 민간 발사체를 이용하는 것으로 결정됐다. 더 강력한 탐사용 상단 로켓을 거치할 수 있는 이동식 발사대 건설이 지연됐기 때문이다. 발사체는 팰컨 헤비가 선택됐다.

달 궤도의 오리온 우주선 상상도

2023년 2월 11일 항공우주국은 아르테미스 2호 코어의 엔진 부분을 수평으로 뒤집었다. 발사체의 나머지 부분과 결합하기 전 마지막 주요 단계였다. 3월 20일 미슈 조립시설 103동에서 엔진 부분과 아르테미스 2호의 코어 단계가 결합됐다. 항공우주국은 엔진과 결합된 코어 단계가 2023년 여름에 케네디 우주센터로 운송될 것으로 기대했다. 하지만 5월에 2023년 늦가을로 5개월 연기됐고 2024년 4월 현재까지 지연되고 있다. 2023년 9월 25일 뉴올리언스에서 RS-25 엔진들이 코어 단계에 설치됐다. 이 엔진들에는 일련 번호 E2047, E2059, E2062, E2063이 부여됐다.
2023년 4월 3일 항공우주국 국장 빌 넬슨이 연례 '나사 현황' 연설에서 아르테미스 2호 승무원들을 발표했다. 이 발표는 조 바이든 대통령의 2024년 정부예산안 연설에 이은 특별 행사로 휴스턴 외곽 엘링턴 기지에서 있었다. 승무원들은 같은 날 기지 근처 NRG 스타디움에서 2023년 NCAA 결승전 도중 소개됐다.

### 부탑재체 취소

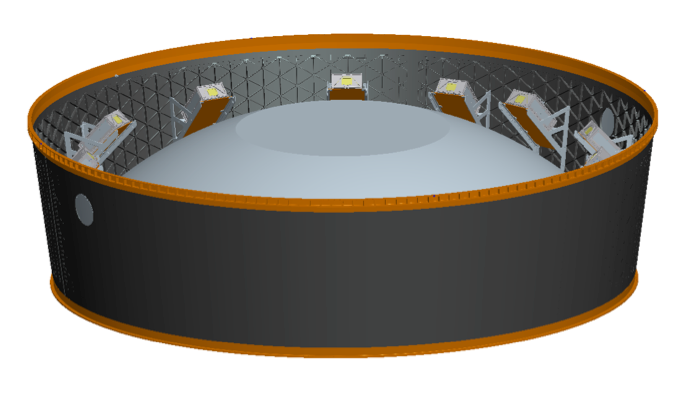
다목적 유인 우주선(MPCV) 단계 연결기에 설치된 용수철 큐브위성 방출기

항공우주국의 큐브위성 발사계획(CSLI)은 미국의 연구소와 기업에 아르테미스 2호 임무에 쓰일 우주 발사 시스템에 부탑재체가 될 큐브위성 제안을 요청했다. 제안 받을 위성의 무게는 6유닛(12kg)과 12유닛(20kg)이었다. 아르테미스 1호와 마찬가지로 큐브위성들은 우주 발사 시스템의 상단 로켓과 오리온 우주선의 연결기 고리 안쪽에 탑재돼 오리온 분리 이후 방출될 것이었다. 2020년 2월 탑재체가 1차로 선정될 예정이었지만 2021년 10월 항공우주국이 부탑재체 계획을 전면 취소했다.

### 발사일
2011년 사전 검토에서 발사일을 2019년에서 2021년으로 정했으나 이후 2023년으로 미뤄졌다. 2024년 1월 현재 발사일은 2025년 9월 이후가 될 것으로 예상된다.
2024년 4월 현재 록히드는 9월까지 오리온 모듈을 인도할 예정이다.

## 승무원
| 직위          | 우주 비행사                                    |
| ------------- | ---------------------------------------------- |
| 지휘관        | 리드 와이즈먼, 미 항공우주국 두 번째 우주 비행 |
| 비행사        | 빅터 글로버, 미 항공우주국 두 번째 우주 비행   |
| 탑재체 전문가 | 크리스티나 쿡, 미 항공우주국 두 번째 우주 비행 |
| 임무 전문가   | 제러미 핸슨, 캐나다 우주국 첫 번째 우주 비행   |

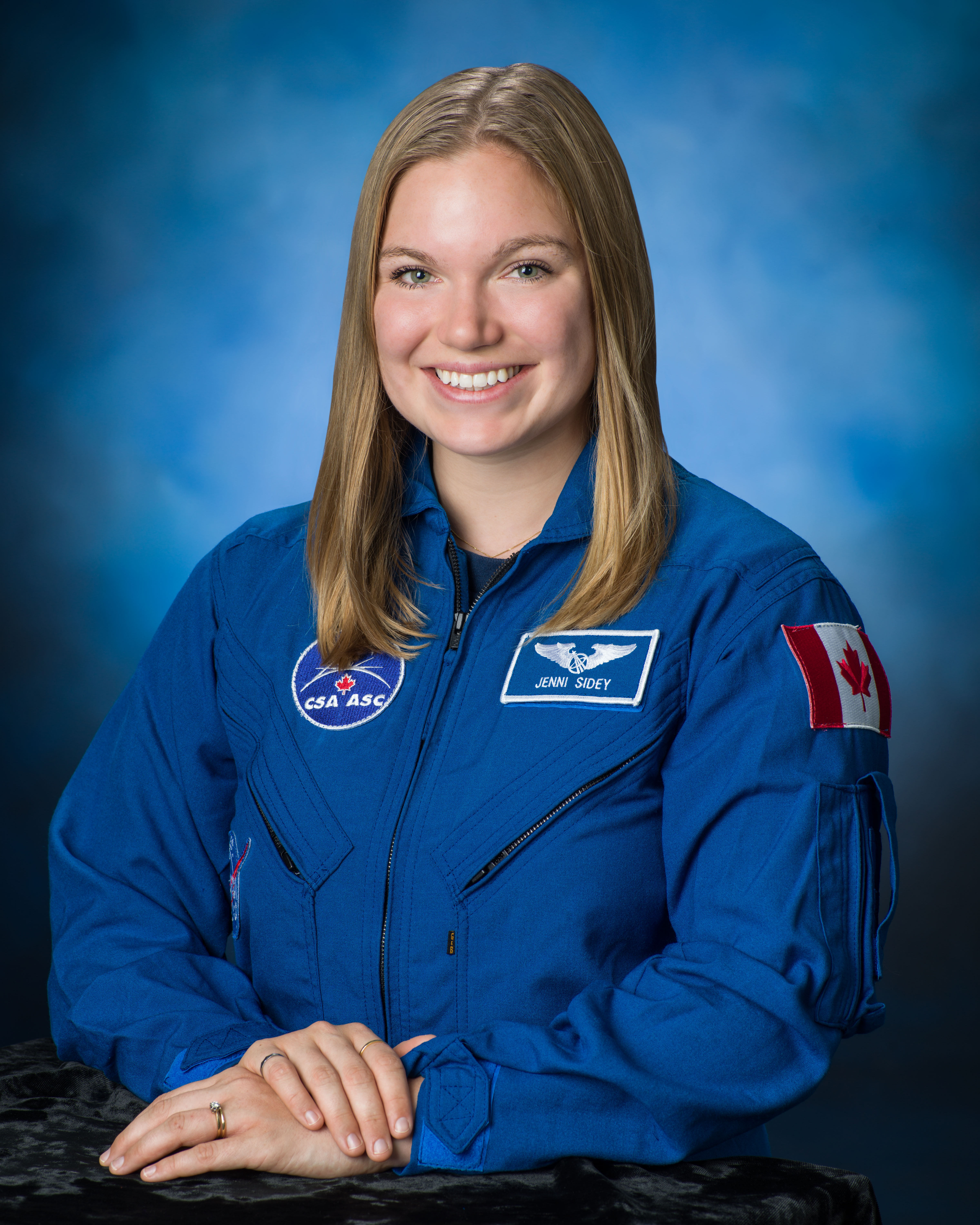
제니 사이디기븐스는 제러미 핸슨의 예비 대체자다. 2017년 촬영 사진.

아르테미스 2호에는 4명의 우주비행사가 탑승한다. 지휘관 리드 와이즈먼, 비행사 빅터 J. 글로버, 탑재체 전문가 크리스티나 쿡, 임무 전문가 제러미 핸슨이다. 제니 사이디기븐스는 핸슨의 예비 대체자다.
글로버, 쿡, 핸슨은 각각 유색인종, 여성, 비미국인으로서 최초로 지구 저궤도를 넘어 우주 비행을 하게 된다. 핸슨과 사이디기븐스는 캐나다 우주국 소속 캐나다인이며 2020년 미국과 캐나다가 체결한 조약에 따라 참가했다.

## 임무
아르테미스 2호 임무는 오리온 다목적 유인 우주선(MPCV)의 첫 번째 유인 비행으로 4명의 우주 비행사가 달을 근접 비행하는 것이다. 우주 발사 시스템의 블록 1 변형을 발사체로 이용하고 최대 21일이 소요된다. 임무 개요는 다수 달전이궤도투입(MTLI) 또는 다수 궤도변경 점화와 달 자유귀환궤도 비행이다. 오리온 우주선은 약 24시간 동안 지구 고궤도로 보내진다. 이때 승무원들은 우주선의 생명 유지 시스템을 점검하고 사용된 임시 극저온 추진단(ICPS)를 분리하여 표적으로 삼아 우주 랑데부와 근접 기동을 시연한다. 오리온이 근지점에 다시 도달했을 때 주 엔진을 점화하여 전이궤도투입(TLI) 기동을 완료하면 달 자유귀환궤도에 진입했다가 지구로 귀환한다.

### 광통신
아르테미스 2호는 오리온 아르테미스 II 광통신 시스템(O2O)을 시험, 시연할 예정이다. 광 모듈(100mm 망원경 한 대와 두 대의 짐벌), 모뎀, 전자 제어장치로 이루어진 O2O 장비가 오리온 우주선에 설치되고 이것으로 캘리포니아와 뉴멕시코의 지상기지와 통신한다. 시험 기구는 최대 초당 260 메가비트의 하향링크 속도로 데이터를 전송한다.

## 유사 임무

### 실행된 임무
1968년 12월 아폴로 8호 임무에서 우주 비행사 프랭크 보먼, 짐 러벨, 윌리엄 앤더스가 탑승한 사령기계선은 지구 저궤도를 넘어 달을 10번 공전했다. 유인 비행이면서 달 착륙은 하지 않았다는 점에서 아르테미스 2호와 유사하고 달 궤도에 진입했다는 점에서는 상이하다. 아폴로 13호(1970)가 자유귀환궤도로 달 주위를 비행한 유일한 아폴로 임무다.

### 제안된 임무
2005년 스페이스 어드벤처스가 소유즈 우주선을 통한 달 관광 계획을 발표한 적이 있다. 내용은 한 명의 직업 우주 비행사와 두 명의 관광객을 달 상공 100km 안으로 보내는 것이었다. DSE-알파로 명명된 이 임무는 좌석당 1억5천만 달러로 가격이 책정됐고 8~9일이 걸릴 것으로 예상됐다. 2011년 최고경영자 에릭 앤더슨은 한 좌석이 판매됐다고 밝혔으나 나머지 좌석이 2017년까지 팔리지 않아 발사일이 계속 연기됐다.
2018년 말 실행을 목표로 처음 제안된 스페이스X의 달 관광 임무는 2명의 관광객이 자유귀환궤도로 달을 돌아 지구로 돌아오는 계획이었다. 애초 크루 드래곤 캡슐과 팰컨 헤비 발사체를 사용할 계획이었으나 스타십 발사체 개발에 집중하고 있는 스페이스X가 발사체를 스타십으로 변경했다. 2018년 9월 14일 스페이스X는 일본의 억만장자 마에자와 유사쿠가 유료 승객으로 계약했음을 발표했다. 마에자와는 디어문 프로젝트로 명명된 이 임무에 6~8명의 예술가를 초대할 계획이다.